# طاح
طاح (به فرانسوی: Tah) یک منطقهٔ مسکونی در مراکش است که در استان طرفایه واقع شده‌است. طاح ۱٬۵۱۶ نفر جمعیت دارد.